# 桜井敏治
桜井 敏治（さくらい としはる、1964年7月3日 - ）は、日本の男性声優。81プロデュース所属。フェドー劇場の一員。東京都出身。

## 経歴
専門学校東京アナウンス学院放送声優科卒業。
以前は同人舎プロダクションに所属していた。
声優を目指している時に芝居が大事だと思ったことから、フェドー劇場の一員としても活動している。

## 人物
アニメ、外画などで活躍。ちょっとコミカルでにくめない役が多い。
趣味・特技は野球、テニス。
好きな言葉は「七転び八起き」。
2022年秋に休業した時期があり、その期間中の持ち役（二作品）は岡野友佑が代役を務めた。

## 出演
太字はメインキャラクター。

### テレビアニメ
1985年
- 昭和アホ草紙あかぬけ一番!（1985年 - 1986年、チンピラB、生徒B、バンパイア、店員、汗ジト、郵便屋）

1986年
- 生徒諸君!心に緑のネッカチーフを（男子生徒）
- ドテラマン（スキス鬼）
- Bugってハニー（1986年 - 1987年、ダル）
- 光の伝説（地見井〈ベース〉）
- マシンロボ クロノスの大逆襲（トリプル・ジム）

1987年
- 赤い光弾ジリオン（テオ）
- エスパー魔美（1987年 - 1989年、たつ夫、貞国、片倉 他）
- シティーハンター（男たち）
- のらくろクン
- プロゴルファー猿（研修生B、二期生B、二期生(2)、研修生(1)、二期生(1)、研修生A、研修生）
- 忍者ハットリくん（雲隠才蔵）

1988年
- 超音戦士ボーグマン（郷田乱童）
- シティーハンター2（マモラ）

1989年
- 青いブリンク（手下B）
- ジャングル大帝（新）
- 新グリム名作劇場（三男）
- ドラゴンクエスト アベル伝説（1989年 - 1991年、モコモコ）
- まじかるハット（1989年 - 1990年、ちょうだい像、G・コンガー / GコンガーBM、アナウンサー、アリゲダーイ、竜、ソルト星人、下魔、一丁目の悪ガキ）
- ミラクルジャイアンツ童夢くん（中尾孝義）
- YAWARA!（1989年 - 1991年、畑山、男子生徒A、門下生B、学生A、客B、選手B、男子選手）

1990年
- からくり剣豪伝ムサシロード（ケロ吉、シロ）
- 昆虫物語 みなしごハッチ（カメ太郎）
- ジャングルブック・少年モーグリ（サル、サルB、村人B）
- たいむとらぶるトンデケマン!（ルイ16世）
- ふしぎの海のナディア（ハンソン、キング）
- 三つ目がとおる（1990年 - 1991年、板東〈バンカラ〉、ブッチャー〈2代目〉）
- 魔法のエンジェルスイートミント（パトカーの声、レーズン、マック、戦車、記者C 他）
- らんま1/2 熱闘編
- 笑ゥせぇるすまん（1990年 - 1991年、出無野風太、甲田亀太郎）

1991年
- チエちゃん奮戦記 じゃりン子チエ（1991年 - 1992年、黴の花、白猫）
- 魔法のプリンセス ミンキーモモ（海モモ、クックブック）
- 横山光輝 三国志（1991年 - 1992年）
- RPG伝説ヘポイ（ゴロゴロ）

1992年
- クッキングパパ（工藤三平）
- サラダ十勇士トマトマン（デカブトン）
- それいけ!アンパンマン（1992年 - 1999年、おんせんくん〈初代〉、さつまあげどん、はんごうくん、ハート、カレーどんまん）
- チロリン村物語（ペコポン、トンペイの父）
- 炎の闘球児 ドッジ弾平（藤堂、尾崎治）
- ママは小学4年生（探偵）
- フランダースの犬 ぼくのパトラッシュ（1992年 - 1993年、パトラッシュ）

1993年
- 海がきこえる
- GS美神（トナカイ）
- 疾風!アイアンリーガー（選手D、ストレイク）
- ツヨシしっかりしなさい（大石）
- ドラゴンリーグ（ドラン、プテラ、ドモ 他）
- 南国少年パプワくん（モックン）
- ポコニャン!（花田菊の助）
- 無責任艦長タイラー（カメラマン、副官、通信兵、カンパニー 他）

1994年
- 銀河戦国群雄伝ライ（朱金将）
- とっても!ラッキーマン（バトラー、ラッキーワン）
- 忍たま乱太郎（1994年 - 2023年、農夫のゴン、曇鬼〈初代〉、網野三太夫、雷鬼、突庵望太 他）
- 魔法陣グルグル（マンドラゴラ）
- モンタナ・ジョーンズ（スリム）

1995年
- 空想科学世界ガリバーボーイ（マギーマンモス）
- ズッコケ三人組 楠屋敷のグルグル様（奥田三吉〈モーちゃん〉）
- 飛べ!イサミ（重助）
- ビット・ザ・キューピッド（パーン）
- ふしぎ遊戯（不良）

1996年
- 赤ちゃんと僕（後藤正吉）
- アリス探偵局（フランケン）
- ザ・ドラえもんズ ミステリーX'マス大作戦（ドラニコフ）
- はりもぐハーリー（アゲゾー）
- みどりのマキバオー（山本菅助）
- YAWARA! Special ずっと君のことが…。（畑山）

1997年
- 金田一少年の事件簿（桂横平）
- CLAMP学園探偵団（男A）
- 新・天地無用!（尼ケ崎和彦）
- ドラえもん（テレビ朝日版第1期）（1997年 - 2004年、大介、金太郎、寺野〈2代目〉 他）
- BURN-UP EXCESS（下着ドロ）
- はれときどきぶた（気弱雷）
- HAUNTEDじゃんくしょん（三上秀一）
- バンブー・ベアーズ（スロー・リー）

1998年
- しましまとらのしまじろう（モグちゃん〈2代目〉）
- 太陽の子エステバン（BS版）（サンチョ）
- 超魔神英雄伝ワタル（スナノウミ）
- TRIGUN（バーテン）
- 名探偵コナン（1998年 - 2018年、森本喜宣、仲町通也、引屋門成、山本信男、原本高平、杉山刑事、八越健、法村稔司 他）

1999年
- 人形草紙あやつり左近（斉藤健一）
- 風雲!戦国を駆ける武将 〜アニメ静岡県史〜（天助）
- 魔術士オーフェン Revenge（強盗C）
- MASTERキートン（オットー）
- 無限のリヴァイアス（グッド・タートルランド3世〈チャーリー〉、雅明弘、ジョンソン・コール）

2000年
- GTO（新婦の父）
- タイムボカン2000 怪盗きらめきマン（タンジェント）
- NieA 7（ボービィ）

2001年
- クレヨンしんちゃん（2001年 - 、四郎）
- ドッとKONIちゃん（KONIさん）

2002年
- 最終兵器彼女（客C）
- 天使な小生意気（村上）

2003年
- ガンパレード・マーチ 〜新たなる行軍歌〜（中村光弘）
- GREGORY HORROR SHOWTHE LAST TRAIN（ブタ紳士、カクタスガンマンの追っ手）
- コロッケ!（コクトー）
- 探偵学園Q（福良刑事、赤井英男）

2004年
- デュエル・マスターズ チャージ（アフロ・イーナ）
- ふたりはプリキュア（2004年 - 2005年、オムプ） - 2シリーズ
- マーメイドメロディー ぴちぴちピッチ ピュア（ナポレオンフィッシュ）
- 遊☆戯☆王デュエルモンスターズGX（岩丸）
- RAGNAROK THE ANIMATION（デブシーフ）

2005年
- うえきの法則（パステロ）
- ツバサ・クロニクル（2005年 - 2006年、蟹夫） - 2シリーズ
- ドラえもん（テレビ朝日版第2期）（2005年 - 2024年、玉夫〈初代〉、ラノル、川口、三郎、ワッチ 他）
- NARUTO -ナルト-（ポッチャ・リー）
- BLEACH（2005年 - 2011年、円乗寺辰房、ケン）

2006年
- 史上最強の弟子ケンイチ（科学教師）
- 蒼天の拳（禁衛隊幹部・河馬平）
- D.Gray-man（カエル型AKUMA）
- 出ましたっ!パワパフガールズZ（ビッグ・ビリー）
- まじめにふまじめ かいけつゾロリ（ブーカイ）

2007年
- 逆境無頼カイジ（安藤守）
- 銀魂（菊屋）

2008年
- ゴルゴ13（ジョージ・キンボール）

2009年
- グイン・サーガ（アンダヌス）
- ご姉弟物語（室田）
- 蒼天航路（許褚）
- NARUTO -ナルト- 疾風伝（ガマ力さん）
- ヤッターマン（第2作）（工場長）

2010年
- それでも町は廻っている（荒井和豊）
- テガミバチ REVERSE（ボルト）

2011年
- HUNTER×HUNTER（第2作）（トンパ）

2012年
- 黄昏乙女×アムネジア（村人）
- 松本零士「オズマ」（エジボーラ・ギー）
- ONE PIECE（ハリセンボン）

2013年
- 恋愛ラボ（入君）

2014年
- それでも世界は美しい（テテル）

2015年
- アルスラーン戦記（2015年 - 2016年、イノケンティス七世） - 2シリーズ
- ヤングブラック・ジャック（父親）

2016年
- 食戟のソーマ 弐ノ皿（審査員C）
- ねじ巻き精霊戦記 天鏡のアルデラミン（タムツークツク・サフィーダ）
- 魔法つかいプリキュア!（2016年 - 2025年、アイザック） - 2シリーズ

2017年
- アキンド星のリトル・ペソ（マルク）
- 妖怪アパートの幽雅な日常（山田）
- THE REFLECTION（ボディーガード）
- キノの旅 -the Beautiful World- the Animated Series（中年兵士）

2018年
- 銀河英雄伝説 Die Neue These 邂逅（ウランフ）

2019年
- 荒野のコトブキ飛行隊（ラハマ町長）

2024年
- うる星やつら (2022)（水乃小路父）
- ダンジョンの中のひと（ノーム）

2025年
- New PANTY & STOCKING with GARTERBELT（ゴースト）

### 劇場アニメ
1987年
- Bugってハニー メガロム少女舞4622（ダル）
- ルパン三世 風魔一族の陰謀（風魔C）

1988年
- エスパー魔美 〜星空のダンシングドール〜（真田誠一）

1990年
- シティーハンター ベイシティウォーズ（兵士C）

1991年
- 月光のピアス ユメミと銀のバラ騎士団（ルドルフ）
- ドラミちゃん アララ♥少年山賊団!（ゴロ）

1992年
- トトイ（ペドル）

1993年
- ドラミちゃん ハロー恐竜キッズ!!（アントン）

1994年
- Jリーグを100倍楽しく見る方法!!（アルシンド）

1996年
- ドラえもん のび太と銀河超特急（ガンマン）
- ドラミ&ドラえもんズ ロボット学校七不思議!?（ドラニコフ）

1997年
- ザ☆ドラえもんズ 怪盗ドラパン謎の挑戦状!（ドラニコフ）

1998年
- ザ☆ドラえもんズ ムシムシぴょんぴょん大作戦!（ドラニコフ）

1999年
- ザ☆ドラえもんズ おかしなお菓子なオカシナナ?（ドラニコフ）
- ハッピーバースデー 命かがやく瞬間（小林大輔）

2000年
- ザ☆ドラえもんズ ドキドキ機関車大爆走!（ドラニコフ）

2001年
- ドラミ&ドラえもんズ 宇宙ランド危機イッパツ!（ドラニコフ）

2010年
- TRIGUN Badlands Rumble

2012年
- やなせたかしシアター ハルのふえ（弟子A）
- ROAD TO NINJA -NARUTO THE MOVIE-（ガマ力さん）

2016年
- 映画 魔法つかいプリキュア! 奇跡の変身!キュアモフルン!（アイザック）

2018年
- クレヨンしんちゃん 爆盛!カンフーボーイズ〜拉麺大乱〜（四郎）

### OVA
1986年
- バイオレンスジャック ハーレムボンバー（手下B）

1987年
- 風と木の詩 SANCTUS -聖なるかな-（生徒）
- ダーティペア
- たいまんぶるうす 清水直人編
- デッドヒート（ヨシオ）

1988年
- 学園便利屋シリーズ アンティーク・ハート（部員B）
- ズッコケ時空冒険（モーちゃん〈奥田三吉〉）
- レイナ剣狼伝説（トリプル・ジム）

1989年
- 紅い牙 ブルー・ソネット（男子生徒）

1990年
- あさってDaNCE
- SOL BIANCA
- 緑山高校 甲子園編（伊東）

1991年
- EXPER ZENON（尾宅）
- おたくのビデオ（田中スエオ）
- 機動戦士ガンダム0083 STARDUST MEMORY（男A）
- 柔道部物語（愛川）
- SOL BIANCA2
- DETONATORオーガン

1992年
- 間の楔
- 紅いハヤテ
- おーい!アダッチー（アダッチー）
- 甲竜伝説ヴィルガスト（モンスターA）
- 創世機士ガイアース
- 天地無用! 魎皇鬼（尼ケ崎和彦）
- BASTARD!! -暗黒の破壊神-（1992年 - 1993年、神官C）
- 花平バズーカ（不良）

1993年
- ジェノサイバー 虚界の魔獣（勝）
- 今日から俺は!!（1993年 - 1996年、大野 他）
- 特捜戦車隊ドミニオン

1994年
- エンゼルコップ（デルタ・ワン）
- マーズ（「こんごう」オペレーターA）
- 水木しげるの妖怪画談
- MINKY MOMO IN 旅だちの駅（旅人）

1995年
- らんま1/2 SUPER ああ呪いの破恋洞! 我が愛は永遠に
- らんま1/2 邪悪の鬼（寿司屋）

1996年
- BURN-UP W（犯人C）

1997年
- 銀河英雄伝説（クルト・ジングフーベル）
- 変（アンチャン）

1999年
- 菜々子解体診書（丸尾仁）

2000年
- 巨人の星 まんがビデオ（左門豊作）
- 真ゲッターロボ対ネオゲッターロボ（大道剴）

2005年
- アンパンマンとはじめよう! 勇気りんりん! おゆうぎしようね（ブタお）

2010年
- BLACK LAGOON Roberta's Blood Trail（ジャドウェイ）

2022年
- みどりのマキバオー Blu-ray BOX 映像特典「終わらない挑戦!!」（山本菅助）

### Webアニメ
2024年
- どこでもマキバオー（菅助）

### ゲーム
1993年
- ふしぎの海のナディア（ハンソン、キング）※PCエンジンおよびPSALL

1994年
- アルナムの牙 獣族十二神徒伝説（ヨウガン）※PSおよびPCE

1995年
- ぼのぐらし

1997年
- アルナムの翼 焼塵の空の彼方へ（ヨウガン）

1998年
- 新世紀エヴァンゲリオン エヴァと愉快な仲間たち（キング・ザ・ライオン）
- ビーバス&バットヘッド ヴァーチャル・アホ症候群

1999年
- 俺の料理

2000年
- ケロケロキング
- 高機動幻想ガンパレード・マーチ（中村光弘）

2002年
- スーパーロボット大戦IMPACT（トリプル・ジム）

2003年
- ドラえもん みんなで遊ぼう! ミニドランド（モンバーン）

2004年
- スーパーロボット大戦GC（大道剴）
- スーパーロボット大戦MX（トリプル・ジム）

2005年
- 戦神 -いくさがみ-（竹千代）
- スーパーロボット大戦MX ポータブル（トリプル・ジム）
- ふしぎの海のナディア〜Inherit the Bluewater〜（ハンソン）
- BLEACH アドバンス 紅に染まる尸魂界（円乗寺辰房）

2006年
- クレヨンしんちゃん 最強家族カスカベキング うぃ〜（四郎）
- クレヨンしんちゃん 伝説を呼ぶ オマケの都ショックガーン!
- スーパーロボット大戦XO（大道剴）

2008年
- テイルズ オブ ヴェスペリア（ボッコス、ハルルの長）

2010年
- クレヨンしんちゃん おバカ大忍伝 すすめ!カスカベ忍者隊!
- クレヨンしんちゃん ショックガ〜ン!伝説を呼ぶオマケ大ケツ戦!!（よんろう）

2011年
- クレヨンしんちゃん 宇宙DEアチョー!? 友情のおバカラテ!!

2018年
- スーパーロボット大戦X（ハンソン）

2019年
- キングダム ハーツIII（エイリアン）
- ガールフレンド（仮）（悪雨小僧）
- ドラえもん のび太の牧場物語（レスター）

2021年
- 共闘ことばRPG コトダマン（トンパ）

2022年
- 東京放課後サモナーズ（2022年 - 2025年、タケミナカタ、ニスロク）

### ラジオドラマ
- 魔法少女プリティサミー（ハナくん）
- ぼんくら・日暮らし（2005年10月 - 2006年3月、ABCラジオ） - 杢太郎 役

### ドラマCD
- アルスラーン戦記7 王都奪還（兵士）
- 戦ー少女イクセリオン第2巻 激闘篇（管制官A、兵士C）
- 高機動幻想ガンパレード・マーチ（中村光弘）
- サンダーバード秘密基地セット（ジョー）
- 創竜伝（警察官1）
- 天地無用!魎皇鬼'（ダッシュ）（マニー・オタク）
- はじめの一歩（ジム練習生A）
- BASTARD!! -暗黒の破壊神- 外伝 巻之三 魔導王封印篇
- ベルサイユのばら－忘れ得ぬ人・オスカル－（ルイ16世）
- 魔界学園I 転校生編（土不要）

### 吹き替え

#### 担当俳優
アンソニー・アンダーソン
- エージェント・コーディ ミッション in London（デレク・ボーマン）
- エディ&マーティンの逃走人生（クッキー）
- カンガルー・ジャック（ルイス）
- スポット（ベニー）
- ディパーテッド（トルーパー・ブラウン）
- DENGEKI 電撃（T.K）※ソフト版
- ふたりの男とひとりの女（ジャマール）
- ブラック・ダイヤモンド（トミー）※ソフト版
- マイ・ベイビーズ・ダディ（G）
- ロミオ・マスト・ダイ（モーリス）

ウェイン・ナイト
- JFK（ヌーマ・ベルテル）※テレビ朝日版
- ジュラシック・パーク（デニス・ネドリー）
- スペース・ジャム（スタン・ポドラック）

ジョナ・ヒル
- ウルフ・オブ・ウォールストリート（ドニー・アゾフ）
- スーパーバッド 童貞ウォーズ（セス）
- 伝説のロックスター再生計画!（アーロン）
- 寝取られ男のラブ♂バカンス（ホテルのウェイター）
- マネーボール（ピーター・ブランド）
- 無ケーカクの命中男/ノックトアップ（ジョナ）

#### 映画
- アダルト♂スクール（ウェンシー）
- アラビアのロレンス（ジェンキンス）※テレビ東京版
- アルマゲドン（マックス・レンナート）※日本テレビ版
- イコライザー（ラルフィ）
- いまを生きる（バッバ）※ソフト版
- イン&アウト（マイク〈ザック・オース〉）
- インディ・ジョーンズ/最後の聖戦（ハーマン）※ソフト版・日本テレビ版
- ウォーターダンス（ブロス〈ウィリアム・フォーサイス〉）
- ウォッチメン（シーモア）
- エア★アメリカ ※日本テレビ版
- エイセス/大空の誓い（ティーヴィー〈フィル・ルイス〉）※ソフト版
- エボリューション（ディーク〈イーサン・サプリー〉）※日本テレビ版
- 遠距離恋愛 彼女の決断（ダン〈チャーリー・デイ〉）
- エンジェル・スノー
- Oh!大迷惑?!
- オーバー・ザ・トップ ※TBS版
- オー・ブラザー!（トミー・ジョンソン〈クリス・トーマス・キング〉）
- 金城武 スクール・デイズ（鴉の子分）
- 危険な天使たち
- キャスパー:誕生編（スティンキー〈ビル・ファーマー〉）
- キャスパー マジカル・ウェンディ（スティンキー）
- グレイテスト・ショーマン（リーズ〈ダニエル・エバーリッジ〉[43]）
- ゴースト・ブラザー/天国から来たヒーロー（バーの男〈ウィル・サッソ〉）
- コニー&カーラ（リー〈アレック・マパ〉）
- 殺しのドレス（地下鉄のチンピラ）※テレビ朝日版
- ザ・ハリケーン（サム・チェイトン〈リーヴ・シュレイバー〉）※日本テレビ版
- 3人の婚約者（ハワード・ラリモア・ジュニア〈デヴィン・ラトレイ〉）
- ジェニファー8（ヴェナブルズ）
- 史上最悪のボートレース ウハウハザブーン（ガンザ〈スティーヴン・ファースト〉）※テレビ東京版
- 6デイズ/7ナイツ（リッキー）※ソフト版
- シティ・スリッカーズ（スティーヴ・ジェサップ〈フィル・ルイス〉）※VHS版
- Shall We Dance?（ヴァーン〈オマー・ベンソン・ミラー〉）※日本テレビ版
- 上海ブルース（給仕係）
- 13日の金曜日 ジェイソンの命日（ワード）※VHS版
- シュランケン・ヘッド/アメリカの怪談（ポドウスキー）
- 処刑ライダー（ガッターボーイ）※テレビ朝日版
- 酔拳2（ツォウ）※ソフト版
- スターゲイト（ゲイリー・メイヤーズ博士〈リチャード・カインド〉）※フジテレビ版
- ストーリーブック 屋根裏の魔法使い（パンジアス〈ロバート・コスタンゾ〉）
- スネーク・アイランド（エディ・トレント・ジョーンズ）
- ターミネーター（パンクA〈ブライアン・トンプソン〉）※旧VHS版
- ダイ・ハード（アレクサンダー）※フジテレビ版
- ダイ・ハード2（荷物係）※フジテレビ版
- ダウン（ゲイリー警備員、フェイス）※ソフト版
- ダンス・ウィズ・ウルブズ ※日本テレビ版
- ダンス・オブ・ドリーム（フェイチャイ〈ラム・ジーチョン〉）
- チャーリーズ・エンジェル フルスロットル（ボスレーのいとこ）※劇場公開版
- 沈黙の戦艦（ラミレス〈レイモンド・クルス〉、ケイツ）※ソフト版
- ツイン・ドラゴン（超能力者〈バリー・ウォン〉、電話の男〈エリック・ツァン〉）※テレビ朝日版
- デス・マスク（スティーヴ）
- デモリションマン ※ソフト版
- デルタ・フォース（空港の従業員、人質の青年、ベイルート空港の管制官）
- デンジャラス・ビューティー（クロンスキー）
- トゥルー・ロマンス（ビッグ・ドン〈サミュエル・L・ジャクソン〉）※日本テレビ版
- ドラグネット 正義一直線
- トレスパス
- ナーズの復讐III ナーズ軍団、最終決戦!（トレヴァー・ガルフ〈ジョン・ピネット〉）
- ニューマン（ドウェイン・コズウィンクル）
- ネバーエンディング・ストーリー3（クロス〈エイドリアン・ドーヴァル〉）※ソフト版
- ネル
- ハートブレイク・リッジ 勝利の戦場（アポンテ兵卒）※TBS版
- バルティック・ストーム
- ハロウィン レザレクション（ハロルド）
- 必殺処刑コップ（ジョー・テイラー議長〈ポール・ベン＝ヴィクター〉）※VHS版
- 陽のあたる教室（サリヴァン、ボビー・ティッド）※ソフト版
- フォーエバー・フレンズ/戦場への挑戦（ガイ・ユーナム）
- フォーカス（ファーハド〈エイドリアン・マルティネス〉）
- プライベート・ライアン（マイケルソン〈ライアン・ハースト〉）※ソフト版
- ブラッドチェイス（チック）
- プロブレム・チャイルド2（マーヴ）
- プロポーズ（マルコ）※テレビ朝日版
- ブロンクス物語（ジョジョ）
- ベートーベン（ハーヴェイ〈オリヴァー・プラット〉）※ソフト版、日本テレビ版
- ベートーベン2（フロイド〈クリス・ペン〉）※日本テレビ版
- ベートーベン5（フレディ・カブリンスキー〈デイヴ・トーマス〉）
- ホーカス ポーカス（アイス）
- 謀議（アルフレート・マイヤー）
- 冒険活劇 上海エクスプレス（保安隊員〈ラム・チェンイン〉）
- 僕の、世界の中心は、君だ。（ヨング）
- 星の王子 ニューヨークへ行く（モーリス）※フジテレビ版
- ホット・ショット2（マサヒロ・ソト日本首相〈クライド・クサツ〉）※テレビ朝日版
- ポリスアカデミー4 市民パトロール（ハウス〈タブ・サッカー〉）
- ポリス・ストーリー/香港国際警察（キム刑事）※テレビ朝日版
- マーズ・アタック!（ビリー〈ジャック・ブラック〉）※テレビ東京版
- マイク・ザ・ウィザード（ハロルド）
- マイ・ブルー・ヘブン（ウォーリー・バンティング〈ゴードン・カリー〉）
- マッド・アバウト・マンボ（ミッキー）
- マネー・ピット（ジャック・シュニットマン）※ソフト版
- 魔法使いの弟子（ベネット〈オマー・ベンソン・ミラー〉）
- 真夜中の処刑ゲーム（スティーヴ）
- ミュータント・ニンジャタートルズ3（ミケランジェロ）
- モール★コップ（レオン）
- もういちど殺して/キル・ミー・アゲイン（借金取り2）※VHS版
- モンスター（ジーン〈プルイット・テイラー・ヴィンス〉）
- ヤング≒アダルト（マット・フリーハウフ〈パットン・オズワルト〉）
- 幽幻道士シリーズ（スイカ頭）
- ライアー ライアー（ピート）※新ソフト版
- ライラ/フレンチKISSをあなたと（ウォリー）
- ラスト・ボーイスカウト（M.C.〈エディ・グリフィン〉）※ソフト版
- リーサル・ウェポン3（若手警官）※テレビ朝日版
- ルーカスの初恋メモリー（ベン）
- ルーニー・テューンズ:バック・イン・アクション（シャギー、コットンテイル・スミス）
- レジェンド・オブ・アロー ※NHK版
- レッドクリフ Part II -未来への最終決戦-（孫叔財）
- レッド・スコルピオン ※日本テレビ版
- ローラーボール ※テレビ東京版
- ROCKER 40歳のロック☆デビュー（マット〈ジョシュ・ギャッド〉）
- ロミオ+ジュリエット（ベンヴォーリオ〈ダッシュ・ミホク〉）※ソフト版
- ワールズ・エンド 酔っぱらいが世界を救う!（ピーター・ペイジ〈エディ・マーサン〉）
- わたしが美しくなった100の秘密（ハンク・ヴィルムス〈ウィル・サッソ〉）
- ワンス・アポン・ア・タイム・イン・アメリカ（少年時代のモー）※テレビ朝日版

#### ドラマ
- iCarly（フレック）
- アナザー・ライフ〜天国からの3日間〜 シーズン1 #7（デュエン）
- ER緊急救命室
  - シーズン1（パトリック〈ケビン・マイケル・リチャードソン〉）
  - シーズン5 #10（デミサ〈トラヴィス・マッケンナ〉）
  - シーズン9（レオン・プラット〈マルチェロ・テッドフォード〉）
- WITHOUT A TRACE/FBI 失踪者を追え!（バリー・ローゼン）
- 刑事ナッシュ・ブリッジス シーズン2 #10（チャグ・バートン）
- シャーロック・ホームズの冒険 第二の血痕（新聞売り）
- ジョーイ シーズン1 #16（ブラッドリー巡査）
- スーパーナチュラル（ロナルド）
- TOUCH/タッチ（ナイルズ・ボーン）
- タッチング・イーブル〜闇を追う捜査官〜（シリル・ケンプ〈プルイット・テイラー・ヴィンス〉）
- 覇王伝アッティラ（ヴァレンティニアヌス〈レッグ・ロジャース〉）
- パワーレンジャー（バルク〈ポール・シュリアー〉、ゴルダーの声〈ケリガン・メイハン〉）
- 美女と野獣 (1987年のテレビドラマ)（ローリー〈テランス・エリス〉）
- フルハウス（警備員〈デイヴィッド・ステンストローム〉）
- マイ・ビッグ・ファット・ライフ! #2（アンジェロ）
- ユーリカ 〜事件です!カーター保安官〜（ヴィンセント）
- 来来!キョンシーズ（スイカ頭）
- 霊幻道士・キョンシーマスター（レイ・セイワイ〈フィリップ・キョン〉）

#### アニメ
- インセクターズ（カボイック、衛兵）
- 怪盗グルーシリーズ
  - 怪盗グルーの月泥棒 3D（デイブ、ツーリストパパ）
  - 怪盗グルーのミニオン危機一発（デイブ）
- ガジェット警部
- きかんしゃトーマス（ハーヴィー）※テレビ東京版・Eテレ版
- キッパー（ピッグ）
- ザ・シンプソンズ（ネルソン・マンツ〈2代目〉、カーニー・ジージックス〈2代目〉、オットー・マン〈2代目〉、スネーク〈2代目〉 他） ※シーズン7 #3 - 14
  - ザ・シンプソンズ MOVIE（ネルソン・マンツ、オットー・マン）
- スクービー&スクラッピードゥー（シャギー）
  - ビー・クール スクービー・ドゥー!（シャギー）
  - LEGO(R)スクービー・ドゥー: モンスターズ・ハリウッド（シャギー）
- ターザン（ムンゴ）
  - ターザン (TVシリーズ)
- ダックにおまかせ ダークウィング・ダック（ハーブ・マドルフッド）
- チキンラン（フェッチャー）
- 超秘密探偵クルクル（モコモコ）
- ミュータント・タートルズシリーズ
  - アイドル忍者タートルズ（強盗2、暴れ者）
  - ミュータント・タートルズ（1993年 - 1995年、ミケランジェロ）※テレビ東京版
  - ミュータント・タートルズ（2次元アニメ世界のミケランジェロ）※2012年版
- トイ・ストーリーシリーズ
  - トイ・ストーリー2（レニー、エイリアン、店員）
  - トイ・ストーリー3（エイリアン、スパークス）
  - トイ・ストーリー4（エイリアン、カール・ライネロセロス、アンティーク店の怪獣トイ、景品のカエル）
  - フォーキーのコレって何?（カール・ライネロセロス）
- バットマン:ブレイブ&ボールド（ウージー・ウィンクス）
- ピンクパンサー（マクラック）
- プチバンピ（マーガレット[44]）
- ホートン/ふしぎな世界のダレダーレ
- ポパイ（大陸書房版）（アナウンサー）
- リブート（フジテレビ版）（ブラザー・ギビー、バイノーム、ユーザー）

### 特撮
1996年
- 激走戦隊カーレンジャー（宇宙ゴキブリ / GGゴキちゃんの声 / IIゴキちゃんの声）

1997年
- 電磁戦隊メガレンジャー（サイネジレの声）
- ビーロボカブタック（郵便ポストの声）

1998年
- 星獣戦隊ギンガマン（ボンブスの声）

1999年
- 救急戦隊ゴーゴーファイブ（ガラガの声）

2002年
- 忍風戦隊ハリケンジャー（フタブタ坊の声）

2003年
- 爆竜戦隊アバレンジャー（ツタコタツの声）

2004年
- 特捜戦隊デカレンジャー（ボンゴブリン・ヘルズの声）

2008年
- 炎神戦隊ゴーオンジャー（ジシャクバンキの声）

2009年
- 侍戦隊シンケンジャー（オイノガレの声）

2012年
- 特命戦隊ゴーバスターズ（ワタアメロイドの声）

### 人形劇
- こどもにんぎょう劇場
  - 「ともだちや」（くま）
  - 「あしたもともだち」（くま）

### その他コンテンツ
- アニメイトカセットコレクション やったらこうなっちゃったナディア（キング、ハンソン）
- 志摩スペイン村・パルケエスパーニャ（サンチョパンサ〈サンチョ〉）
- 東京ディズニーランド
  - バズ・ライトイヤーのアストロブラスター（リトル・グリーン・メン）
  - バズ・ライトイヤー 夏の大作戦（リトル・グリーン・メン）